# Hotel Rossiya

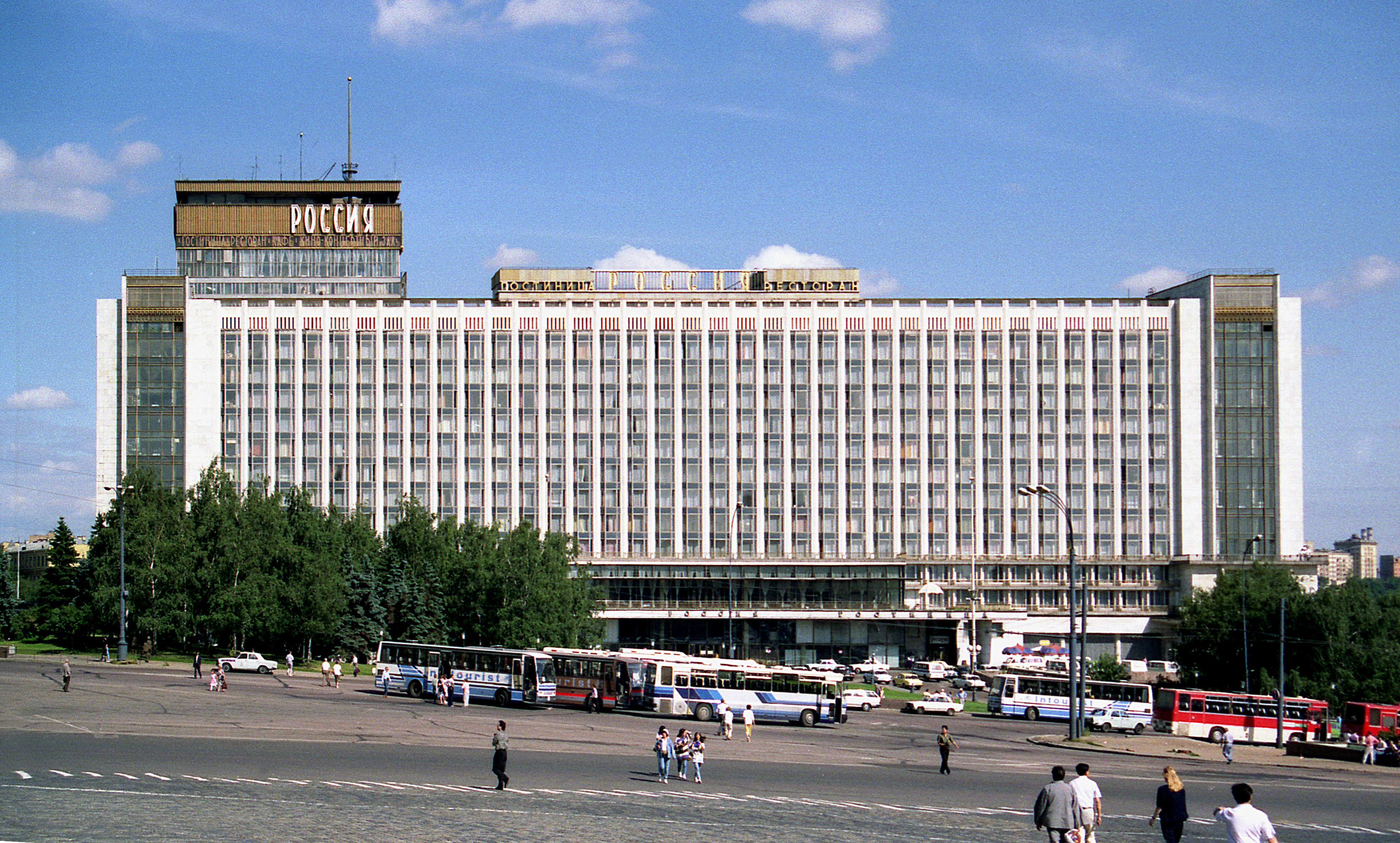
O Rossiya, em 1991

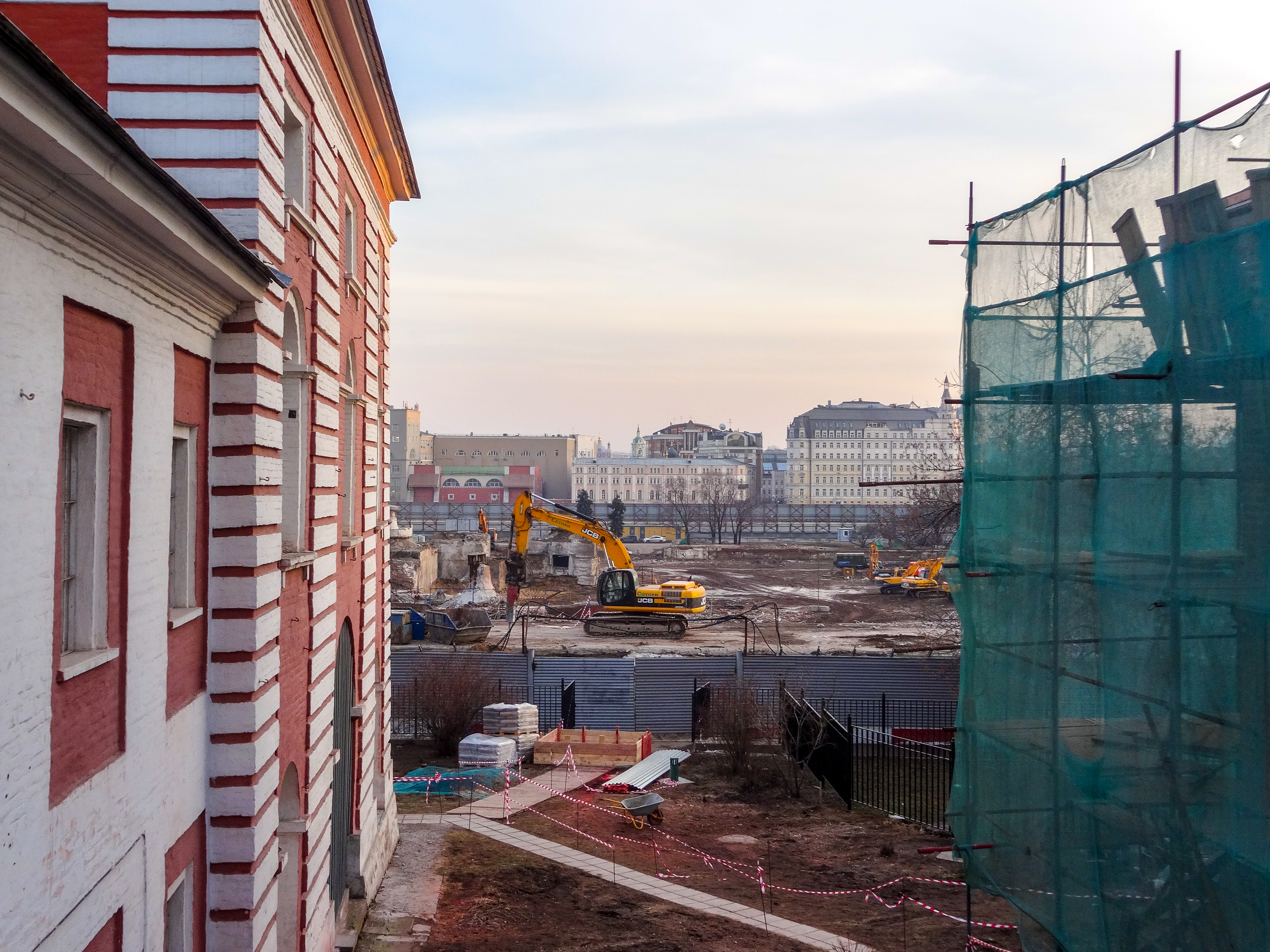
Demolição de restos do Hotel Rossiya antes da construção do Parque Zaryadye. Março de 2015

O Hotel Rossiya (em russo: Гостиница Россия) era um hotel  construído em Moscou, Rússia, entre 1964 e 1967, pelo arquiteto Dmitri Chechulin. Era, na época de sua existência, o segundo maior hotel do mundo, ultrapassado apenas pelo cassino Excalibur, em Las Vegas. Até à sua demolição era o maior hotel da Europa. 
O gigantesco e imponente prédio de vinte e um andares, às margens do Moscova, com vistas à Praça Vermelha, possuía 3.182 quartos, 245 suites, escritórios postais, um spa, clubes noturnos, cinemas, uma barbearia, delegacia com celas e uma sala de concertos, com capacidade para cerca de 2500 pessoas. O hotel chegava a acomodar mais de 5.300 hóspedes. A maioria dos quartos possuía 11m². 
Em 1977, um violento incêndio consumiu a parte superior do prédio e matou 42 pessoas, deixando outros 50 feridos. A partir de então, o prédio passou a se deteriorar, até apresentar risco de desabamento. Por essa razão, foi demolido em 2007, um ano após as suas atividades terem sido suspensas.